# Plati (Creta)
Plati (en griego, Πλάτη) es un pueblo y comunidad local de Grecia ubicado en la isla de Creta. Pertenece a la unidad periférica de Lasithi y al municipio de Meseta de Lasithi. En el año 2011 contaba con una población de 131 habitantes.

## Arqueología
En Plati, en la colina de Kato Kefali, se halla un yacimiento arqueológico donde se han encontrado restos de un conjunto de edificios cuya fase más antigua pertenece al periodo minoico reciente I. En el minoico reciente III hubo una reocupación de estos edificios y posteriormente el lugar también fue habitado durante el periodo arcaico griego. 
Se compone principalmente de tres grandes casas y un patio central. Una zona destacada era un corredor que estaba pavimentado y conducía un doble patio. Algunos aspectos de la construcción de la casa A coinciden con la arquitectura micénica. Aunque algunas de las características del complejo tienen similitudes con el de los grandes palacios minoicos, se cree que en este caso los edificios eran una residencia rural privada.
En la cercana colina de Apano Kefali se ha hallado cerámica y otros objetos como cuchillas de obsidiana y un molino que pertenecen principalmente al periodo minoico medio, aunque también hay algo de material aquí del minoico reciente. 
Al oeste de Plati, también hay un lugar donde se encontraron algunos restos de cerámica del periodo minoico temprano, además de cuentas y hachas de piedra.
Por otra parte, también se ha excavado algunos enterramientos en áreas cercanas que incluyen un tholos del minoico reciente III, dos enterramientos en pithoi y una necrópolis que estuvo en uso entre el minoico medio I y el minoico reciente I.
Las primeras excavaciones en Plati fueron dirigidas por Richard MacGillivray Dawkins a principios del siglo XX.